# 卡兰戈拉
卡兰戈拉是巴西米纳斯吉拉斯州的一个市镇。总面积352.51平方公里，总人口33091人，人口密度93.9人/平方公里。